# Zemmoa
Zemmoa, nombre artístico de María José Becerril Silva (Cuernavaca; 3 de octubre de 1986), es una cantautora y artista musical mexicana. Es conocida por su canción «Mi amor soy yo» con Tessa Ía y Trans-X que se volvió viral en Spotify en 2021.

## Biografía
Su padre, Rodolfo Becerril Straffon, fue un político mexicano y profesor de la Universidad Politécnica del Estado de Morelos. El nombre artístico de Zemmoa deriva del francés "C'est moi" que significa "soy yo". Tuvo su debut musical durante la primera visita de Paris Hilton a la Ciudad de México en 2005.
Creció rodeada de música clásica. Su abuela fue profesora de piano en el Conservatorio Nacional de Música; su abuelo, Jesús Silva, fue guitarrista, colega del maestro Andrés Segovia y con una beca nombrada en su honor en la Virginia Commonwealth University en Estados Unidos. Zemmoa mencionó a otros artistas transgénero como Honey Dijon y Wendy Carlos como sus influencias cuando se inició en la música de forma autodidacta.
En 2006 su tema «Fashion Victims», que samplea «Shake Your Groove» Thing, formó parte de la banda sonora de Así del precipicio dirigida por Teresa Suárez. En ese año fue telonera de Peaches, Technotronic y Erasure.
En 2008, Zemmoa fue anfitriona de la fiesta de los Premios Grammy Latinos en Nueva York. En 2009 realizó la gira "Born To Tour" por México así como por París, Berlín, Barcelona, Madrid, Bruselas, Viena, Nueva York, Chicago, Los Ángeles y Bogotá. En 2010, lanzó su primer vídeo con Zemmporio Records titulado "Zeuz". En 2012, hizo un cameo en el vídeo musical de Julieta Venegas "Tuve para dar".
Ha sido modelo para diseñadores de moda como Calvin Klein México, Marvin Durán, Quetzalcóatl Rangel, ManCandy, Carlos Temores, Denis Marcheboud y el fotógrafo peruano Mario Testino.
También fue la portera del club MN Roy, que era el hogar de Manabendra Nath Roy, uno de los fundadores del Partido Comunista Mexicano.
En 2012 lanzó el calendario Z01Z, de edición limitada (1,000 ejemplares) cuyas fotografías fueron tomadas por 15 reconocidos artistas internacionales del arte mexicano contemporáneo, como Gregory Allen, Yvonne Venegas, Napoleón Habéica, Emilio Valdés, Miguel Calderón, Mauricio Limón, entre otros, patrocinado por Vice México y Cine Tonalá.
En 2023 Zemmoa dejó su etapa como artista independiente y firmó un contrato con Universal Music México como su sello discográfico y Warner Chappell Music México como su editorial.

## Activismo
Participó en conferencias para el foro Women's Weekend en el Mercedes-Benz Fashion Week México en el St. Regis Hotels & Resorts, Ciudad de México.
En 2019, participó de la primera campaña publicitaria mexicana que Procter & Gamble presentó en el Foro Ciudadano Global de la 73 Asamblea General de las Naciones Unidas (ONU) como portavoz oficial de los derechos de la población LGBT.
En 2022, Zemmoa fue entrevistada por El Once, Sistema Público de Radiodifusión del Estado Mexicano (SPR) y el Instituto Nacional de las Mujeres (INMUJERES), para su proyecto “Yo, ellas, nosotras”, un programa digital producción en el formato de Draw My Life, junto con otras mujeres transgénero como la periodista Láurel Miranda, la drag queen Amelia Waldorf, la trabajadora sexual Natalia Lane, la creadora de contenidosMickey Cundapí, la comediante Eliza Sonrisas, la activistaSamantha Flores, la actriz Alejandra Bogue y la política Salma Luévano. Durante la firma de la bandera de 20 metros, en el Día Internacional de la Visibilidad Transgénero realizado al pie del Monumento a la Revolución, Zemmoa junto a Kenya Cuevas y Lepaline, recogieron más de 20 mil firmas de personas de todo el mundo mostrando su solidaridad con la comunidad transgénero de la Ciudad de México.
Zemmoa participó en el video musical "Mujeres Ya!" por el Día Internacional de la Mujer junto a Alba Messa, Ainoa Buitrago, Mery Granados, Angy, Ania, Lolita De Sola, Natasha Dupeyron, Soy Emilia, Violetta Arriaza y Volver.

## Carrera actoral
Zemmoa apareció en Twourist, un programa de la cadena TNT, con la presentadora Victoria Volkova.
Fue actriz en la película BDAY dirigida por Andrew Lush en Los Ángeles (2016). También actuó en la película Deep Gold de Julian Rosefeldt en Berlín en 2013.

## Premios
En 2021 Zemmoa fue galardonada con el Premio Maguey Queer icon en honor a su labor como cantante mexicana.

## Filmografía

### Televisión
- Tengo que morir todas las noches (2024) - Amanda
- Twourist

### Cine
- Deep Gold (2013)
- BDAY (2016)

## Discografía

### Álbumes
- 2013: Puro Desamor Volumen 1
- 2015: NNVAV
- 2018: Zemmoa Covers
- 2021: Lo Que Me Haces Sentir
- 2023: The Early Years[35]

### Sencillos
- 2021: "Mi Amor Soy Yo"
- 2022: "Querido Corazón"
- 2022: "Sígueme"[36]
- 2023: "Soy Un Bombón"[37]
- 2023: "Fashion Victims"[38]
- 2024: "Vuela Más Alto" (Cover OV7 1998)

## Apariciones
Zemmoa presentó su nuevo sencillo "Soy un bombón" en el Festival de música Axe Ceremonia 2023 en el parque Bicentenario, en el que también participaron Rosalía, Travis Scott, Tokischa, MIA, Jamie XX, L'Impératrice y Julieta Venegas.